# Хитровка. Знак четырёх
«Хитровка. Знак четырёх» — художественный фильм российского режиссёра Карена Шахназарова. Выход на киноэкраны страны состоялся 18 мая 2023 года. Телевизионная премьера фильма состоялась 25 августа 2023 года на телеканале «Россия-1».
Характеризуется создателями как «остросюжетный приключенческий детектив, вдохновлённый книгами Конана Дойла, очерками Гиляровского и идеями Станиславского».

## Сюжет
Фильм Карена Шахназарова представляет собой вольную экранизацию детективной повести Артура Конан Дойля «Знак четырёх» (1890). Театральный режиссёр Константин Станиславский знакомится с жизнью городского «дна». Он обращается за помощью к знатоку Владимиру Гиляровскому. Они вместе отправляются на бандитскую Хитровку и втягиваются в расследование убийства индийца-сикха.

## В ролях
- Константин Крюков — Станиславский
- Александр Олешко — Немирович-Данченко
- Михаил Пореченков — Гиляровский
- Иван Колесников — Чехов
- Алексей Вертков — англичанин
- Анфиса Черных — Ксения Андреевна, воровка по прозвищу «Княжна»
- Борис Каморзин — Тестов, владелец антикварной лавки
- Евгений Стычкин — Рудников, чиновник московской сыскной полиции (прототип — городовой Федот Иванович Рудников)
- Сергей Шкода — дежурный полицейский
- Станислав Кобозев — Никола, полицейский
- Аюб Цингиев — раджа
- Васант Балан — Санджит, племянник раджи
- Денис Сладков — Иваныч, хозяин ночлежки
- Татьяна Монахова — Самарова-Квашня
- Роман Ёлкин — Михаил Громов
- Станислав Эвентов — профессор Штрассенмайер
- Сергей Барковский — метрдотель
- Мухаммад Зоирзода — карлик-пигмей Понго с Андаманских островов[3][4]

## Отзывы и оценки
Фильм получил нейтральные отзывы в прессе: большинство обозревателей оценили его как средний, не выдающийся. О фильме писали: «производит какое-то безвоздушное впечатление и снят словно в одной декорации» («Фонтанка»), «провисающий экшен становится главной проблемой картины» (Вокруг ТВ), «ни до Гиляровского, ни до Конан Дойла это не дотягивает: у обоих всё было в десять раз мрачнее, напряжённее, и в силу этого — ярче» («Комсомольская правда»).
Зрители оценили ленту сдержанно. Например, на «Кинопоиске» картина получила 7,0 балла из 10 на основе более 190 000 оценок.

## Награды
На 22-й церемонии «Золотой орёл» были вручены премии Юрию Потеенко за лучшую музыку к фильму, Сергею Февралёву за лучшую работу художника-постановщика, а также Дмитрию Андрееву и Владимиру Никифорову за лучшую работу художника по костюмам.